# کارزار جهانی علیه مین‌های زمینی
کارزار جهانی علیه مین‌های زمینی (International Campaign to Ban Landmines) به اختصار (ICBL) ائتلاف سازمان‌های غیردولتی ضد استفاده از مین ضد نفر و بمب خوشه‌ای است که برای حقوق بازماندگان حوادث ناشی از این جنگ‌افزارها مبارزه می‌کند.